# Cursed (2020)
Cursed é uma série de televisão norte-americana de fantasia dramática baseada no romance ilustrado homônimo de Frank Miller e Tom Wheeler, que estreou na Netflix em 17 de julho de 2020. O local definido para a série é o Reino Unido. Em julho de 2021, a série foi cancelada após uma temporada.

## Premissa
Cursed é uma re-imaginação da lenda arturiana, contada do ponto de vista de Nimue, uma jovem enérgica e divertida, mas estigmatizada por sua misteriosa e poderosa ligação com a Natureza — chamada de A Oculta (The Hidden). Nimue é destinada a se tornar a poderosa (e trágica) Dama do Lago. Ao comparecer à celebração, é apontada magicamente Suma Sacerdotisa contra a sua vontade. Ao tentar escapar de seu destino, sobrevive e testemunha a destruição de seu vilarejo. Em seu leito de morte, a antiga sacerdotisa, sua mãe, lhe ordena entregar a espada ancestral a Merlin, o Mago (druida). Na busca, encontra no atribulado Arthur um parceiro inesperado, e parte em busca do mago lendário. No curso de sua jornada, Nimue se tornará símbolo de coragem e resistência contra o genocídio perpetrado pelos Paladinos Vermelhos (cavaleiros cristãos fanáticos) e contra o Rei Uther, que faz vista grossa ao extermínio dos Feéricos (ou povo das fadas).
Em um artigo no site Deadline, Nellie Andreeva chama a série de "uma história de amadurecimento cujos temas são semelhantes aos da nossa época: a obliteração do mundo natural, terror religioso, guerra sem sentido e encontrar a coragem para liderar na cara do impossível".

## Elenco

### Regular
- Katherine Langford como Nimue, uma jovem mulher Feérica que é rejeitada por sua aldeia, pois eles acreditam que ela é "amaldiçoada". Sua aldeia é logo massacrada por fanáticos religiosos, "os Paladinos Vermelhos", mas ela escapa e recebe a lendária Espada do Poder de sua mãe Lenore, que diz a ela para levá-la a "Merlin" momentos antes da morte de Lenore nas mãos dos Paladinos. Partindo em uma jornada para salvar seu povo de uma guerra santa de extinção, Nimue luta contra o poder corruptor da Espada, enquanto enfrenta sua história secreta, o poderoso legado mágico que flui em seu sangue e o que isso significa para ela e seu povo quando ela abraça seu destino como a "Bruxa do Sangue de Lobo" e, eventualmente, como a Rainha Feérica.
  - Florence Hunt como Nimue (10 anos).
  - Ella Prebble como Nimue (5 anos).
- Devon Terrell como Arthur, um mercenário que se torna o principal interesse amoroso de Nimue e luta para superar a sombra da desonra e das dívidas deixadas após a morte de seu pai. Ele se torna um aliado dos Feéricos e lentamente começa a recuperar a honra de sua família em sua jornada com Nimue.
- Gustaf Skarsgård como Merlin, um mago formidável que viveu por centenas de anos e agora é o conselheiro mais próximo de Uther Pendragon. Ele procura redimir um passado moralmente falido destruindo a Espada do Poder quando descobre que ela ainda existe, revelando que contém magia negra que corromperá seu portador e foi a perda de seus formidáveis poderes mágicos.
- Daniel Sharman como Weeping Monk (Monge Choroso) / Lancelot, o guerreiro mais poderoso do exército dos fanáticos. Ele é visto consistentemente como o ponto de virada nos conflitos entre humanos e Feéricos, e é aparentemente capaz de rastrear e liderar os Paladinos para Feéricos onde quer que eles vão, matando-os sem misericórdia, embora ele alega poupar crianças para espalhar sua mensagem.
- Sebastian Armesto como Rei Uther, um rei poderoso, mas iludido, que usa o conselho de Merlin como uma muleta até descobrir que não pode mais fazer magia e suas manipulações maiores. Uther pede orientação à mãe, mas as aspirações políticas dela criam uma brecha entre eles que força Uther a seguir seu próprio conselho. Ele busca a Espada do Poder, que solidificará sua reivindicação ilegítima ao Trono de Pendragon.
- Lily Newmark como Pym, a melhor amiga de Nimue que escapa da destruição de sua vila no início da série. Ela é resgatada por Dof após ser separada de Nimue, e cai com os invasores piratas de Lança Vermelha, disfarçada de curandeira para permanecer viva.
- Shalom Brune-Franklin como Irmã Igraine / Morgana, a irmã afastada de Arthur que foi enviada para um convento quando era menina, mas cresceu para se tornar a maior aliada humana dos Feéricos. Ela usa o nome de sua avó "Igraine" para esconder sua verdadeira identidade na abadia e abriga Nimue por um tempo antes de conduzí-la a um assentamento de Feéricos onde esta última logo se torna Rainha Feérica, tendo Morgana como uma de suas principais conselheiras. Morgana eventualmente descobre que ela contém o potencial de se tornar a maior feiticeira de Britannia de um Deus das Trevas.
- Peter Mullan como Padre Carden, o líder dos Paladinos Vermelhos e o fanático responsável por sua formação sob a fé católica romana. Ele espalha a retórica equivocada de que os Feéricos são demônios e leva os Paladinos em seus objetivos de caçar todos os Feéricos até a extinção inevitável. Ele manipula Lancelot para caçar sua própria espécie em nome dos Paladinos como o Monge Choroso.
- Bella Dayne como Lança Vermelha / Guinevere, a frota da Rainha da Lança Vermelha de invasores piratas e a filha exilada de Cumber que eventualmente se torna uma aliada dos Feéricos.
- Matt Stokoe como Green Knight (Cavaleiro Verde) / Gawain, um velho amigo de Nimue e um guerreiro campeão dos Feéricos que trabalha para resgatar os Feéricos de sua perseguição.

### Recorrente
- Emily Coates como Irmã Iris, uma adolescente que cresceu no convento com Morgana e deseja se juntar aos Paladinos Vermelhos - ela logo se torna obcecada em matar a Bruxa do Sangue de Lobo.
- Polly Walker como Lady Lunete, Rainha Regente e mãe de Uther, que se preocupa mais com sua coroa do que com seu filho, e que guarda um segredo.
- Billy Jenkins como Squirrel (Esquilo) / Percival, um jovem garoto Feérico e um dos únicos outros sobreviventes da vila do Povo do Céu.
- Adaku Ononogbo como Kaze, uma guerreira Feérica que defende seu povo e ajuda Nimue.
- Jóhannes Haukur Jóhannesson como Cumber, Rei do Gelo, que reivindica legitimidade para o Trono de Pendragon e comanda um exército para recuperá-lo de Uther Pendragon. Quando ele descobre a existência da Espada do Poder, ele e suas filhas planejam reivindicá-la e entram em conflito com Uther e os Feéricos.
- Sofia Oxenham como Eydis, filha mais velha de Cumber, que atua como sua embaixadora itinerante.
- Clive Russell como Wroth, chefe de uma tribo Feérica chamada Tusks.
- Sophie Harkness como Irmã Celia, outra freira e amante secreta de Morgana.
- Aidan Knight como Cups.
- Nickolaj Dencker Schmidt como Dof, um invasor que resgata Pym e acaba gostando dela.
- Zoë Waites como Widow (Viúva), uma personagem misteriosa que se alia a Merlin ao longo da série, ajudando-o em momentos de necessidade. Ela usa um véu preto que esconde sua identidade, mas promete a Merlin que ele verá seu rosto um dia.

### Convidados notáveis
- Catherine Walker como Lenore, a mãe de Nimue que lhe deu a Espada do Poder no início da série para dar a Merlin antes de sua morte. É revelado que ela e Merlin compartilharam um breve romance há muitos anos, que concebeu e é responsável pelos vastos poderes mágicos de Nimue. Antes de sua morte, Lenore se tornou a Alta Sacerdotisa do Povo do Céu.
- Andrew Whipp como Jonah, o pai de Nimue que acredita que ela foi amaldiçoada quando criança.
- Peter Guinness como Sir Ector, tio de Arthur e Morgana. Ele não aprova Arthur.
- Olafur Darri Olafsson como Rugen, o Rei Leproso, que é manipulado por Merlin e busca adquirir a Espada do Poder para sua própria facção.
- Clive Francis como Papa Abel, o papa da Igreja Católica Romana e comandante da Guarda da Trindade. Ele ameaça ter seus Guardas da Trindade assumindo o controle dos Paladinos Vermelhos do Padre Carden se ele não conseguir produzir resultados.

## Episódios

### 1.ª Temporada (2020)
| N.º na série | N.º na temp. | Título Original Título no Brasil               | Dirigido por    | Escrito por     | Lançamento          |
| --- | ------------ | ---------------------------------------------- | --------------- | --------------- | ------------------- |
| 1 | 1            | "Nimue"                                        | Zetna Fuentes   | Tom Wheeler     | 17 de julho de 2020 |
| Nimue é Feérica, vivendo em uma pequena vila fora de Hawksbridge. Por causa de suas habilidades mágicas, ela não está bem integrada. Durante o ritual, ela é escolhida para ser a nova invocadora. Mas, como Nimue não está interessada, ela opta por fugir com sua melhor amiga, Pym. Como o barco que ela pretendia escapar já partiu, eles encontram Arthur. Depois de enfurecerem Bors, eles estão sendo perseguidos pela floresta até que possam se esconder. Quando elas voltam à vila, os Paladinos Vermelhos já atacaram e destruíram suas casas. A mãe de Nimue, Lenore, dá à filha um objeto para levá-lo a Merlin, que recentemente descobriu que uma guerra virá. Enquanto Nimue foge, ela usa o objeto, que é uma espada, e mata os lobos que a seguiram. |              |                                                |                 |                 |                     |
| 2 | 2            | "Cursed" "Amaldiçoada"                         | Zetna Fuentes   | Tom Wheeler     | 17 de julho de 2020 |
| Enquanto Nimue está procurando por Esquilo, ela se lembra, um demônio a atacou quando era mais jovem e ela lutou contra ele com suas habilidades de invocação. Ela é atacada por um Paladino Vermelho, com quem ela luta, com a ajuda dos Ocultos. Esquilo é raptado pelo Monge Choroso, para atrair os amigos de Esquilo e matá-los. O Padre Carden encontra o Paladino Vermelho quase morto, contra o qual Nimue lutou antes e envia seus filhos para procurá-la. Enquanto isso, Nimue foge para a cidade e encontra Arthur. Depois de serem reconhecidos por Bors, eles fogem e se escondem. Lá, Nimue conta a Arthur sobre sua missão, levar a espada a Merlin. Mais tarde, Arthur rouba a espada para trazê-la a Merlin, enquanto Nimue dorme em um local seguro. Merlin teve que fugir também, porque o Rei Uther está zangado, porque a chuva que Merlin fez era apenas sangue. Merlin encontra a Viúva e pede a ela um objeto para transportar o Fogo Feérico. |              |                                                |                 |                 |                     |
| 3 | 3            | "Alone" "Isolada"                              | Daniel Nettheim | Janet Lin       | 17 de julho de 2020 |
| Arthur está cavalgando até Gramaire, para pedir audiência ao tio. Ele quer apoio para entrar em um torneio. Depois que Arthur mente sobre a história das espadas, Bors chega e descobre a verdade. Ele é capturado por Paladinos Vermelhos. Enquanto isso, Nimue acorda em uma abadia cheia de Paladinos Vermelhos. Uma irmã, chamada Igraine, cuida dela. A irmã Iris suspeita que Nimue seja um demônio. Nimue, afirmando que seu nome é Alice, torna-se uma irmã e cura um Paladino Vermelho profundamente ferido com medicina Feérica, que a própria Nimue feriu. O Monge Choroso fareja e sente que um Feérico está presente, então o Padre Carden permite que todas as irmãs se agrupem. Nimue foge com a ajuda de Igraine, que é irmã de Arthur. Igraine conta a Nimue que Arthur provavelmente foi para Gramaire. Merlin pega o objeto a pedido da Viúva e pede uma audiência com Rugen. |              |                                                |                 |                 |                     |
| 4 | 4            | "The Red Lake" "Lago de sangue"                | Daniel Nettheim | Rachel Shukert  | 17 de julho de 2020 |
| Pym é pega por um pescador. Arthur foge dos Paladinos Vermelhos. Nimue é pega por um contrabandista Feérico, que a leva de carro até Gramaire, onde ela encontra Arthur novamente. Juntos, eles procuram a espada. No caminho, eles encontram o contrabandista Feérico morto. Perto está outra carroça, na qual Nimue encontra a espada e a usa para organizar um massacre em um lago, onde Paladinos Vermelhos se lavam, fazendo com que o lago fique vermelho. Depois, eles seguem as placas nas árvores para uma cidade segura, chamada Nemos, onde muitos Feéricos se escondem dos Paladinos Vermelhos. Pym foge do pescador. Merlin fala com Rugen, rouba o Fogo Feérico e foge. A irmã Iris incendeia a abadia e foge. |              |                                                |                 |                 |                     |
| 5 | 5            | "The Joining" "O casamento"                    | Daniel Nettheim | Leila Gerstein  | 17 de julho de 2020 |
| O Rei do Gelo, Cumber, aborda uma guerra contra o Rei Uther. Pym se junta a seus oponentes, a Lança Vermelha, como uma curandeira. Merlin cavalga de volta para Uther e é preso. A irmã Iris, agora obcecada em matar Nimue, junta-se aos Feéricos em Nemos. Morgana aparece em Nemos e pede a Nimue para escrever uma carta a Merlin. O Papa força o Padre Carden a matar a Bruxa do Sangue de Lobo. Merlin está agora pouco antes da execução, mas a carta de Nimue o salva, como a carta diz, que a Bruxa do Sangue de Lobo vai trazer a espada para ele. O Líder dos Feéricos chega. É o Cavaleiro Verde, que Nimue conhece como Gawain, seu nome verdadeiro. Esquilo também chega ao Nemos. Por ritual, Merlin e Nimue falam um com o outro e Nimue percebe que ele é seu pai. |              |                                                |                 |                 |                     |
| 6 | 6            | "Festa and Moreii" "Festa e Moreii"            | Jon East        | William Wheeler | 17 de julho de 2020 |
| Nimue cavalga com Kaze e Morgana até um antigo castelo, chamado Festa e Moreii. O Monge Choroso começa a queimar os campos dos Feéricos, então Gawain cria um grupo para defender o último moinho de vento. Arthur se junta a ele, embora eles não gostem um do outro. Merlin mostra a Nimue seu passado com Lenore. Eles se conheceram, quando Merlin estava com uma dor profunda, então Lenore tirou a espada dele, fazendo-o perder sua magia. Depois de momentos de amor, ele fica furioso e ela pede que ele vá embora. Merlin também mostra a Nimue como controlar seus poderes. Mais tarde, Nimue vê outra memória de Merlin, na qual ele mata crianças, induzindo Nimue a querer ir embora. Quando os cavaleiros do Rei Uther chegam, ela foge com seus aliados, deixando Merlin em paz. Enquanto isso, o Monge Choroso ataca Arthur. |              |                                                |                 |                 |                     |
| 7 | 7            | "Bring Us In Good Ale" "Traga-nos boa cerveja" | Jon East        | Tom Wheeler     | 17 de julho de 2020 |
| Gawain salva Arthur e eles entrincheiram-se na fábrica. Rugen paga um caçador de recompensas para matar Merlin. Merlin está exigindo um favor de um velho amigo. Nimue, Kaze e Morgana entram em uma caverna, na qual uma velha bruxa invisível, chamada Callieach, mora. Depois que Nimue joga a espada em um desfiladeiro, Morgana procura a espada e mata uma obcecada Celia meio morta, que tenta convencer Morgana a usar a espada para si mesma. Pym oferece a ideia de atacar os Paladinos Vermelhos, mas eles são atropelados porque se superestimam. Os Paladinos Vermelhos começam a queimar o moinho. Arthur e Gawain lutam contra alguns Paladinos Vermelhos até serem salvos pela magia de Nimue. Merlin se alia à Cumber. De volta a Nemos, Nimue é célebre e agora conhecida como a Rainha dos Feéricos. |              |                                                |                 |                 |                     |
| 8 | 8            | "The Fey Queen" "A Rainha Feérica"             | Jon East        | Robbie Thompson | 17 de julho de 2020 |
| O Monge Choroso acaba encontrando Nemos. Nimue e os Feéricos fogem e atacam Gramaire para pegar seus recursos e usar a cidade para permanecer até que os navios de fuga cheguem. Cumber espalha a informação de que ele é o verdadeiro herdeiro da coroa, enquanto rejeita a ajuda do Padre Carden e de Merlin. Merlin encontra a Viúva, que lhe diz que Nimue vai morrer. Pym, agora junta novamente com Nimue, pede a ela para curar Dof, mas ele morre. Em uma missão de resgate, Gawain é sequestrado pelo Monge Choroso. O Rei Uther junta-se ao Padre Carden e inicia o ataque ao Gramaire. |              |                                                |                 |                 |                     |
| 9 | 9            | "Poisons" "Venenos"                            | Sarah O'Gorman  | Tom Wheeler     | 17 de julho de 2020 |
| O caçador de recompensas morre enquanto tenta matar Merlin, mas é envenenado por Merlin. Merlin foge para Nimue e conta a ela a oferta do Rei do Gelo. Nimue concede a ele morar em Gramaire, mas não aceita a oferta. O Rei Uther também envia uma oferta, mas Nimue nega. Pouco depois, o Rei Uther mata sua mãe. Gawain é torturado, mas não fala. Gawain fala com o Monge Choroso e diz a ele que ele sabe, ele é Feérico. Esquilo tenta salvar Gawain, mas falha. Nimue aceita outra oferta de Uther, na qual ele oferece navios em troca dela. Nimue e Arthur dormem juntos como um adeus. Cumber aceita a oferta do Padre Carden de matar a Bruxa do Sangue de Lobo. |              |                                                |                 |                 |                     |
| 10 | 10           | "The Sacrifice" "O sacrifício"                 | Sarah O'Gorman  | Tom Wheeler     | 17 de julho de 2020 |
| Consumando seu relacionamento com Arthur, Nimue o convence a liderar os Feéricos caso Uther os traia. Morgana confronta a Viúva, que a informa que ela foi amaldiçoada pelos Deuses das Trevas. Quando suas intenções são interrogadas, no entanto, a Viúva ameaça a vida de Morgana e parte. Nimue mais tarde confia a Morgana a Espada e faz com que ela deixe a cidade para mantê-la segura antes de receber a confirmação de que os Feéricos chegaram em segurança ao porto e se entregar a Uther como pagamento. Arthur e os Feéricos são atacados pelo exército de Cumber enquanto atracam, mas reagem ao ataque com a ajuda do exército da Lança Vermelha. Nimue exige que Uther solte o Esquilo e Gawain em troca da Espada, mas depois de encontrar Gawain morto, ela ataca, ganhando a atenção dos Paladinos. O Monge Choroso resgata Esquilo, e derruba vários guardas da Trindade antes de fugirem juntos. Momentos antes que os Paladinos possam executar Nimue, entretanto, Morgana (tendo matado e se tornado a Viúva) resgata Nimue, dando a ela a Espada. Afastando os Paladinos, Morgana leva Nimue a Merlin e os três fogem do acampamento de Uther, mas Iris os persegue e atira uma flecha que faz Nimue cair em uma cachoeira para sua morte aparentemente. Enfurecido, Merlin recupera a espada, com ela sua magia, dizimando um grande grupo de paladinos e escapando com Morgana. Na estrada, Esquilo revela que seu nome completo é Percival e o Monge Choroso revela que o dele é Lancelot. |              |                                                |                 |                 |                     |

## Produção

### Desenvolvimento
Em 28 de março de 2018, foi anunciado que a Netflix havia dado a ordem de produção de uma primeira temporada, consistindo de dez episódios. A série é baseada no livro de mesmo nome, de Frank Miller e Tom Wheeler. Uma semana antes, foi anunciado que a dupla estava publicando um romance ilustrado para jovens adultos, intitulado Cursed, no qual Wheeler escreveria a história e Miller forneceria as ilustrações. Espera-se que esse romance seja publicado pela Simon & Schuster em 2019. Além de criar a adaptação para a televisão, Miller e Wheeler devem produzir também a série. Em 12 de setembro de 2018, foi anunciado que Zetna Fuentes será diretora e produtora executiva dos dois primeiros episódios da série. Em julho de 2021, a série foi cancelada após uma temporada.

### Seleção de elenco
Em 12 de setembro de 2018, foi anunciado que Katherine Langford havia sido escalada para o papel principal da série. Em março de 2019, foi anunciado que Devon Terrell, Gustaf Skarsgård, Peter Mullan, Lily Newmark, Shalom Brune-Franklin, Daniel Sharman, Sebastian Armesto, Emily Coates e Billy Jenkins haviam se juntado ao elenco da série.

### Filmagens
Em janeiro de 2019, a construção do conjunto começou em um terreno abandonado do Exército em Deepcut, Inglaterra. Esperava-se que isso continuasse até março de 2019, com as filmagens programadas para começar e continuar até setembro de 2019.

## Lançamento
A série foi lançada em 17 de julho de 2020, na Netflix.

## Recepção

### Resposta da crítica
O site agregador de avaliações, Rotten Tomatoes, compilou 52 avaliações, identificou 67% delas como positivas e avaliou uma classificação média de 6.06/10. O consenso dos críticos do site afirma: "A primeira temporada de Cursed não é tão subversiva quanto seu material original, mas uma trama forte e uma atuação heróica de Katherine Langford proporcionam uma fuga agradável." O Metacritic, que usa uma média ponderada, atribuiu uma pontuação de 59 de 100, com base em 13 comentários, indicando "comentários mistos ou médios". Lucy Mangan, do The Guardian, criticou a escrita e a atuação, mas escreveu que "às vezes, durante suas 10 horas lindamente sem sentido, é muito divertido". Huw Fullerton, da Radio Times, também opinou sobre as "performances e exposições estranhas", ao mesmo tempo em que disse que a série "nunca parece grande o suficiente para contar essa história épica [...], mas, no geral, a narrativa faz um bom trabalho em mostrar personagens variados e interessantes em um ciclo crescente de violência." Kelly Lawler, do USA Today, revisou a série em relação à pandemia de COVID-19, dando-lhe uma revisão geral positiva, mas afirmando que não tinha certeza se era bom ou simplesmente "quarentena boa".